# Müna
Müna é um distrito da comarca de Ngöbe-Buglé, Panamá. Possui uma área de 832,10 km² e uma população de 28.330 habitantes (censo 2000), perfazendo uma densidade demográfica de 34,05 hab./km². Sua capital é a cidade de Chichica.